# Jean-Louis Alibert

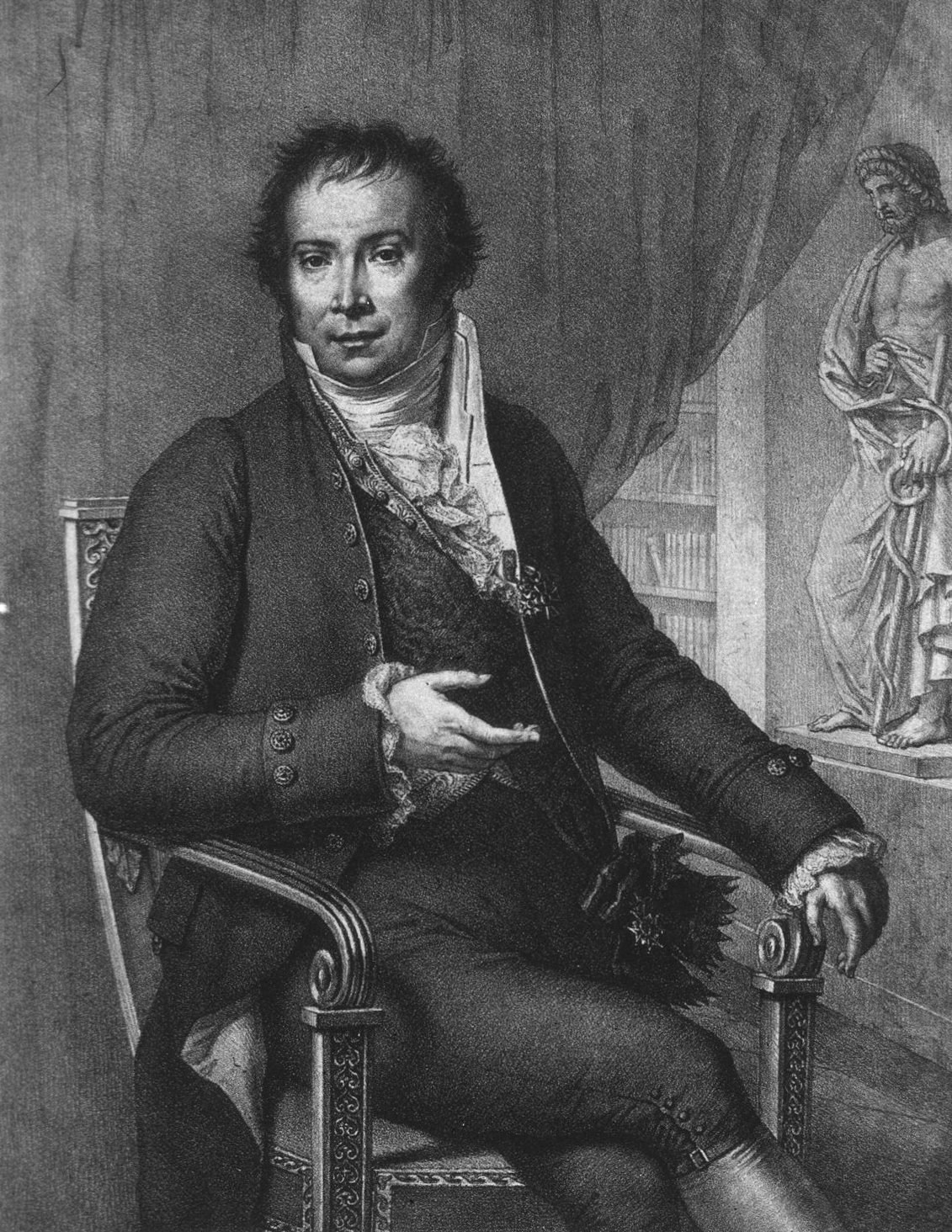
Jean-Louis Alibert.

Jean-Louis Marie Alibert, född den 2 maj 1768 i Villefranche-de-Rouergue (departementet Aveyron), död den 4 november 1837 i Paris, var en fransk dermatolog. 
Alibert blev läkare vid sjukhuset Saint Louis i Paris 1803. livmedikus hos Ludvig XVIII 1818 och professor vid medicinska fakulteten 1821. Han är berömd genom sitt klassiska arbete över hudsjukdomarna, Description des maladies de la peau (1806–1827, ny upplaga 1833). Det i den nya upplagan antagna systemet är närmare utvecklat i Monographie des dermatoses, ou précis théorique et pratique sur les maladies de la peau (1810–1818; ny upplaga 1822).